# Kullaflyg
Kullaflyg war eine schwedische virtuelle Fluggesellschaft mit Sitz in Ängelholm. Kullaflyg besaß kein eigenes Air Operator Certificate und beauftragte zunächst die Regionalfluggesellschaft Golden Air sowie anschließend deren Nachfolgegesellschaften Braathens Regional und BRA mit der Durchführung der von ihr verkauften Flüge.

## Geschichte
Kullaflyg AB wurde im Jahr 2001 von Christer Paulsson als Online-Unternehmen gegründet, um preisgünstige Flüge zwischen Ängelholm und Stockholm/Bromma zu vermarkten. Weil Kullaflyg weder eine Betriebsgenehmigung (AOC) noch eigene Flugzeuge besaß, charterte sie zur Durchführung ihrer verkauften Leistungen Maschinen anderer Unternehmen. Die ersten Beförderungsaufträge wurden im Frühjahr 2003 an Golden Air vergeben, welche im April 2003 die Verbindung zwischen Ängelholm und Stockholm für Kullaflyg einrichtete. Im Anschluss führten deren Nachfolgegesellschaften Braathens Regional (von 2006 bis 2015) und BRA (von 2015 bis 2016) die Auftragsflüge weiter.    
Das Unternehmen Kullaflyg AB wurde im Jahr 2016 aufgelöst. Zu dieser Zeit verkaufte es eigene Tickets für Flüge von Ängelholm nach Mora, Stockholm und Visby, welche von der Fluggesellschaft BRA durchgeführt wurden.

## Flotte
Zuletzt setzte BRA drei ATR 72-500 im Auftrag von Kullaflyg ein.